# تروسکاوا
تروسکاوا (به لاتین: Truskava) یک منطقهٔ مسکونی در لیتوانی است که در شهرستان کاوناس واقع شده‌است.

## خصوصیات
تروسکاوا ۱۳۷ نفر جمعیت دارد.